# Selva de Pedra (condomínio)
Selva de Pedra é o nome informal dado a um condomínio de edifícios de classe média e média-alta localizado no Leblon, na Zona Sul do Rio de Janeiro.

## Denominação
O nome foi dado pelos primeiros moradores. Foi uma referência à telenovela Selva de Pedra, de Janete Clair, exibida pela da Rede Globo de Televisão na época da construção do condomínio. O título da novela, por sua vez, referia-se ao Estado da Guanabara,  altamente urbanizado, em contraposição ao interior fluminense, local de origem da personagem principal.

## História
O plano de construção do Selva de Pedra começou após o incêndio, na madrugada do dia 11 de maio de 1969, da favela da Praia do Pinto. Durante cinco dias, o fogo consumiu boa parte dos barracos. Na época, moradores acusaram os bombeiros de não atender aos pedidos de socorro e levantaram suspeitas de que o incêndio tivesse sido proposital.
A população da favela foi em grande parte transferida para conjuntos habitacionais na Zona Oeste. A transferência fazia parte do plano governamental de retirada das populações de baixa renda da Zona Sul para áreas distantes e em habitações regularizadas.
Destinada inicialmente a setores mais baixos da classe média carioca (professores, taxistas, funcionários), a Selva de Pedra foi aos poucos mudando de perfil. Os imóveis se valorizaram e passaram a ser ocupados por segmentos de renda mais alta.

## Estrutura
A Selva de Pedra é composta por 40 edifícios de diferentes tamanhos e estruturas, somando um total de 2.251 apartamentos. É cortado por quatro ruas internas e sem saída: Rua Ministro Correia de Melo, Rua Padre Achótegui, Rua Ministro Ramos Monteiro e Rua Professor Saboia Ribeiro. As quatro ruas internas desembocam na praça central, a Praça Milton Campos, densamente arborizada. É circundado por outras quatro vias de trânsito local: Avenida Afrânio de Melo Franco, Rua Fadel Fadel, Rua Humberto de Campos e Rua Gilberto Cardoso.